# Sugar Me
Ursprünglich für Peter Noone geschrieben, wurde Sugar Me zuerst von der Song-Co-Autorin Lynsey de Paul veröffentlicht.

## Charterfolge
Sugar ME wurde von Gordon Mills produziert und wurde 1972 in Großbritannien schnell ein Hit. 1973 erreichte der Song Platz 16 in den offiziellen deutschen Single-Charts. Um die Single zu promoten, erschien de Paul auch auf Hits-A-Gogo als allererste Folge des Musikladen. Der Song führte die Charts in den Niederlanden, Belgien und Spanien an und war auch in Österreich, Dänemark, Schweden, Australien und Japan ein Hit. Er war unter den 90 meistverkauften Singles der deutschen Jahrescharts 1973.

## Weitere Veröffentlichungen
Die B-Seite, ebenfalls von de Paul und Ron Roker komponiert, war die Lynsey-Version des Fortunes-Hits Storm in a Teacup. De Paul entschied sich, den Song neu aufzunehmen und für ihr 1973er Album Surprise selbst zu produzieren. Eine Version mit deutschen Texten (Titel Komm Doch) wurde von Alexandra Friedmann aufgenommen. Sugar Me wurde von vielen Künstlern gecovert, darunter Nancy Sinatra. 1973 spielte Klaus Wunderlich eine Instrumentalversion von Sugar Me als Medley mit Standing in the Road (ursprünglich von Blackfoot Sue). Diese Version wurde für den Song Certified von Guru auf seinem 2000er Album Guru's Jazzmatazz gesampelt, mit Bilal am Gesang und de Paul erhielt Co-Writing Credits.
De Pauls Albumversion von Sugar Me ist auch auf dem Soundtrack von Filmen wie Cut Snake zu hören. Es wurde von der österreichischen Schauspielerin Sophie Rois in der deutschen Komödie La série (Fräulein Phyllis) gesungen. Es wurde auch im russischen Film Тростинка на ветру (Schilf im Wind) von 1980 vorgestellt. Die Originalversion von De Paul wurde in Episode 1 der TV-Serie Physical 2021 gespielt. Die Version von Claudine Longet erscheint auf dem Soundtrack zum deutschen Film Club der einsamen Herzen aus dem Jahr 2019.